# Parc Pierre-Lagravère
Le parc Pierre-Lagravère (parfois encore appelé parc de l'Île Marante) est un parc départemental des Hauts-de-Seine situé sur la rive gauche de la Seine à Colombes. Il résulte du rattachement à la rive de l'île Marante et de l'île du Moulin-Joly.
En 1985, on lui a donné le nom de Pierre Lagravère, conseiller général de Colombes-Sud, premier président du conseil général des Hauts-de-Seine (1967-1970),.
Il est relié à Paris, Bezons et à plusieurs communes des Hauts-de-Seine par la ligne 2 du tramway d'Île-de-France.

## L'île du Moulin-Joly et l'île Marante

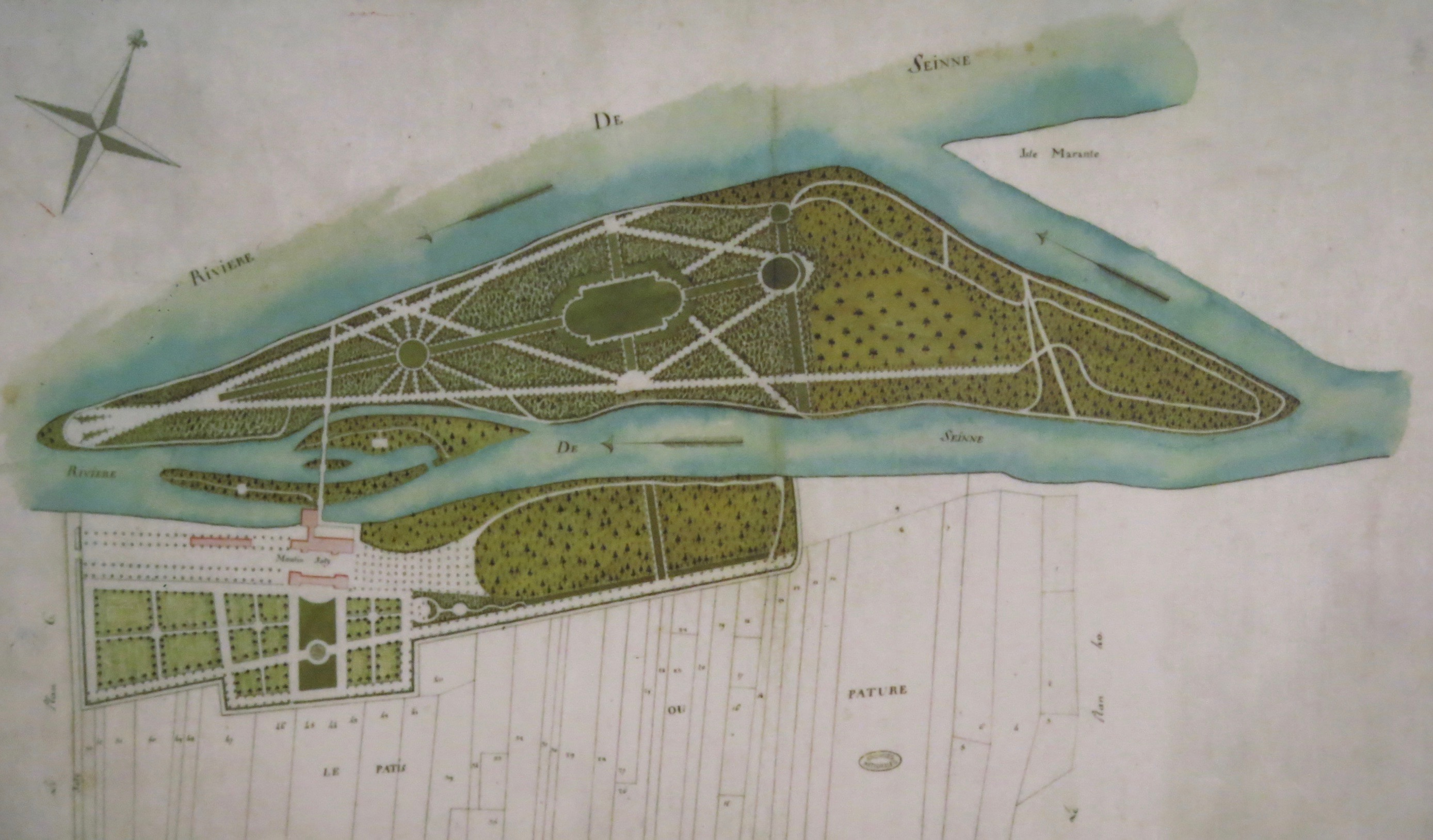
Plan du Moulin-Joly en 1780, musée municipal d'Art et d'Histoire de Colombes.

Comme en beaucoup d'endroits sur la Seine, les îles au voisinage de Colombes étaient fluctuantes. Les principales étaient l'île du Moulin-Joly (au sud-ouest) et l'île Marante (au nord-est) et les îles des Houches. Le bras de la Seine qui les séparait de la rive à Colombes venait jusqu'à l'emplacement actuel de l'autoroute A 86.
L'emplacement tire son nom d'un moulin à eau remontant au XVIe siècle. Initialement acheté en 1750 par Jacques-Roger Lecomte, procureur au Châtelet, mari de la pastelliste Marguerite Lecomte, le parc du Moulin Joly est conçu vers 1754 par Claude-Henri Watelet. Il s'étend à la fois sur la rive gauche côté Colombes et sur les îles, Grande Houtte, Petite Houtte et autres, qui sont présentes à cette époque. Watelet opte pour un parc à l’anglaise avec des cascades, des ruisseaux, des pelouses et des petits bois, un salon de café et une ménagerie.
On y rencontre nombre de célébrités de l’époque. Ainsi, Élisabeth Vigée Le Brun décrit dans ses mémoires un séjour qu'elle y fit, invitée par Watelet. On a même prétendu, en 1786, que Calonne le lui avait offert.
Louis XVI et Marie-Antoinette y sont également venus en 1774,. À la Révolution, le domaine est déclaré Bien national, puis vendu. Les propriétaires successifs réaménagent alors le parc à leur manière, comblent des bras de la Seine, abattent des arbres, détruisent le moulin en 1811,.

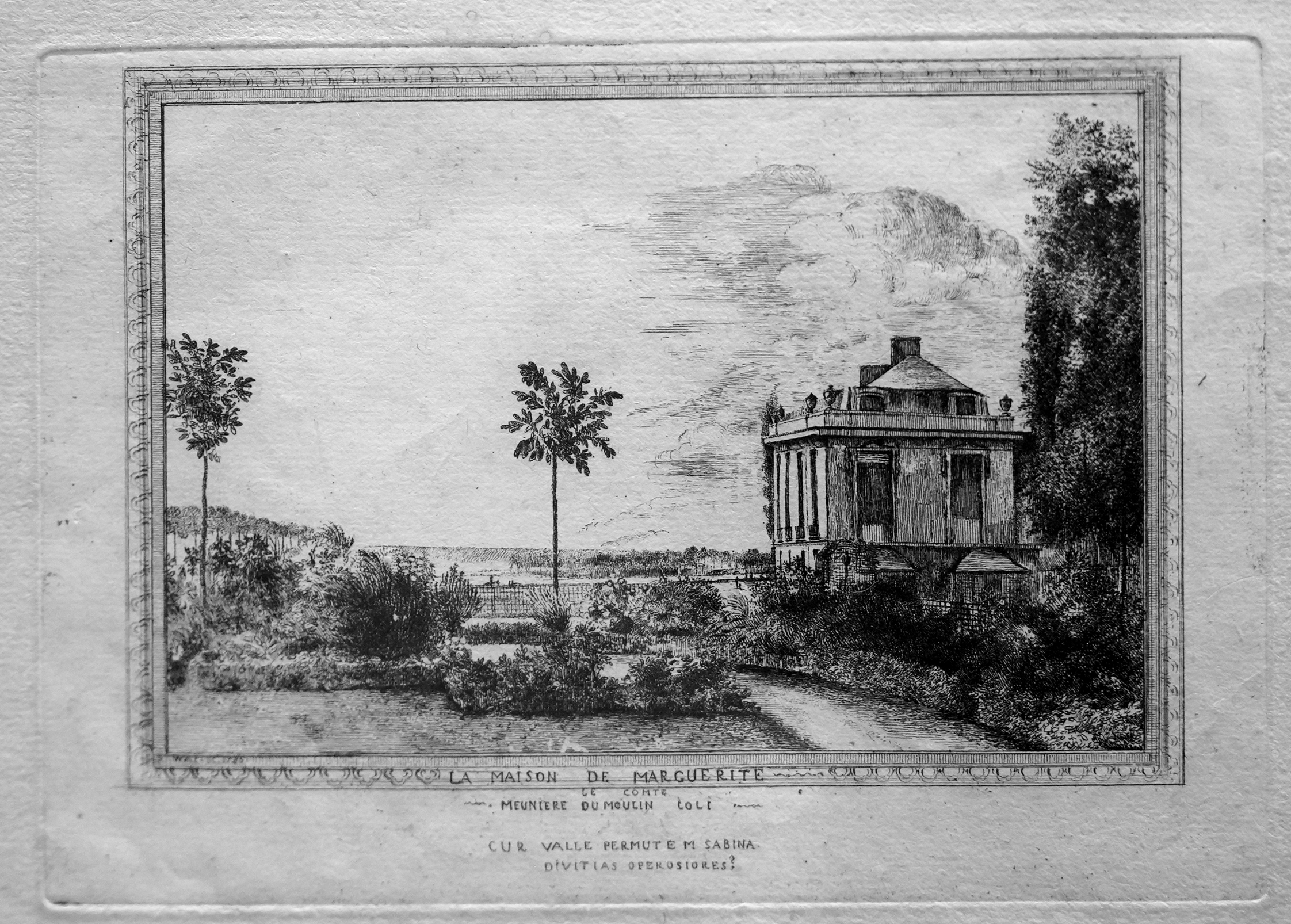
La maison des Le Comte, musée Municipal d'Art et d'Histoire de Colombes.
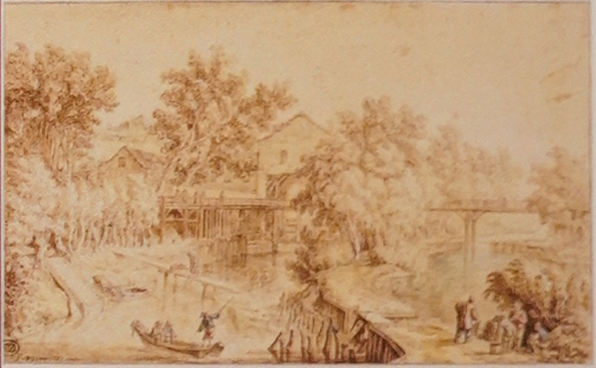
Lavis de Franz Edmund Weirotter.
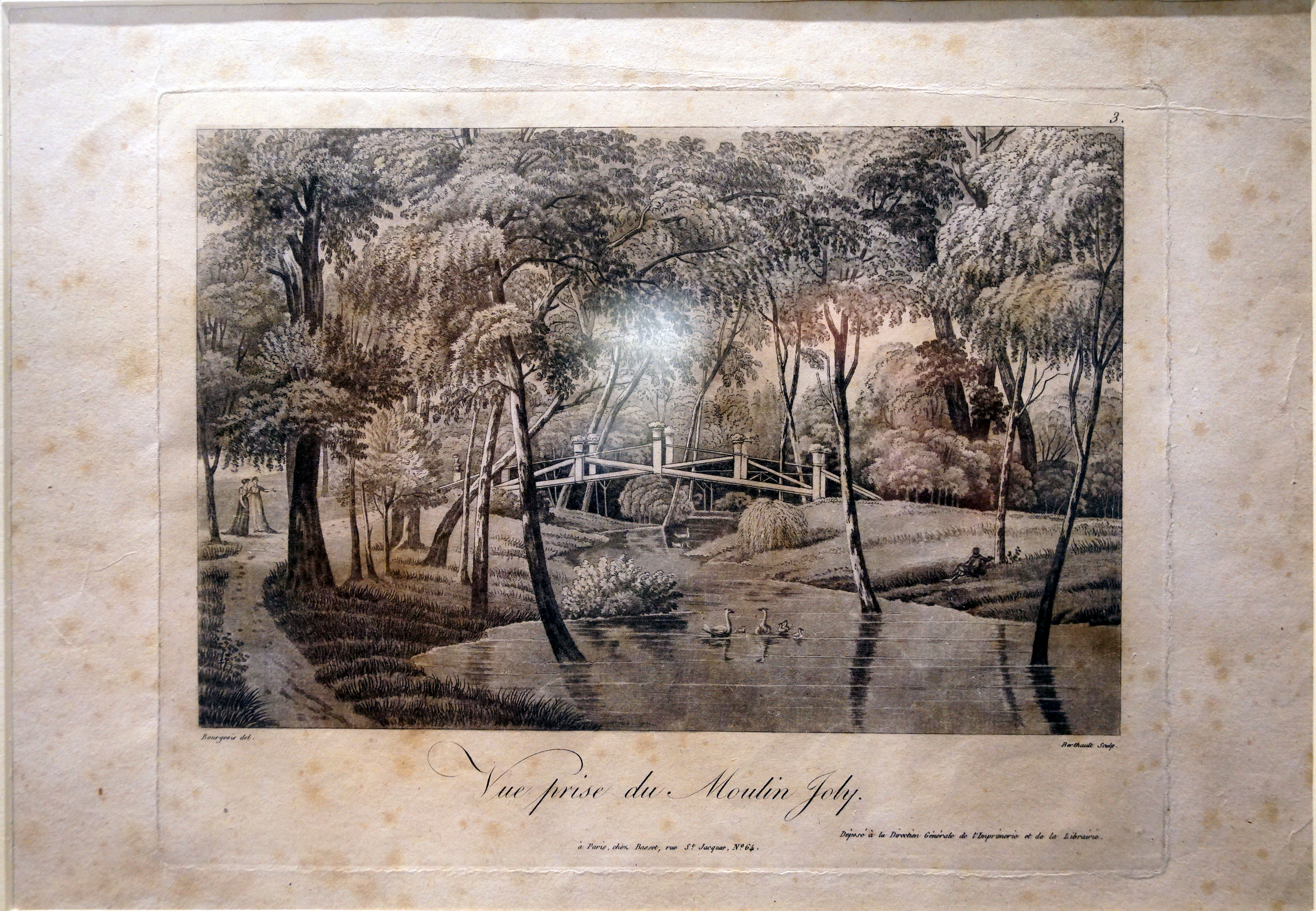
Au XVIIIe siècle.
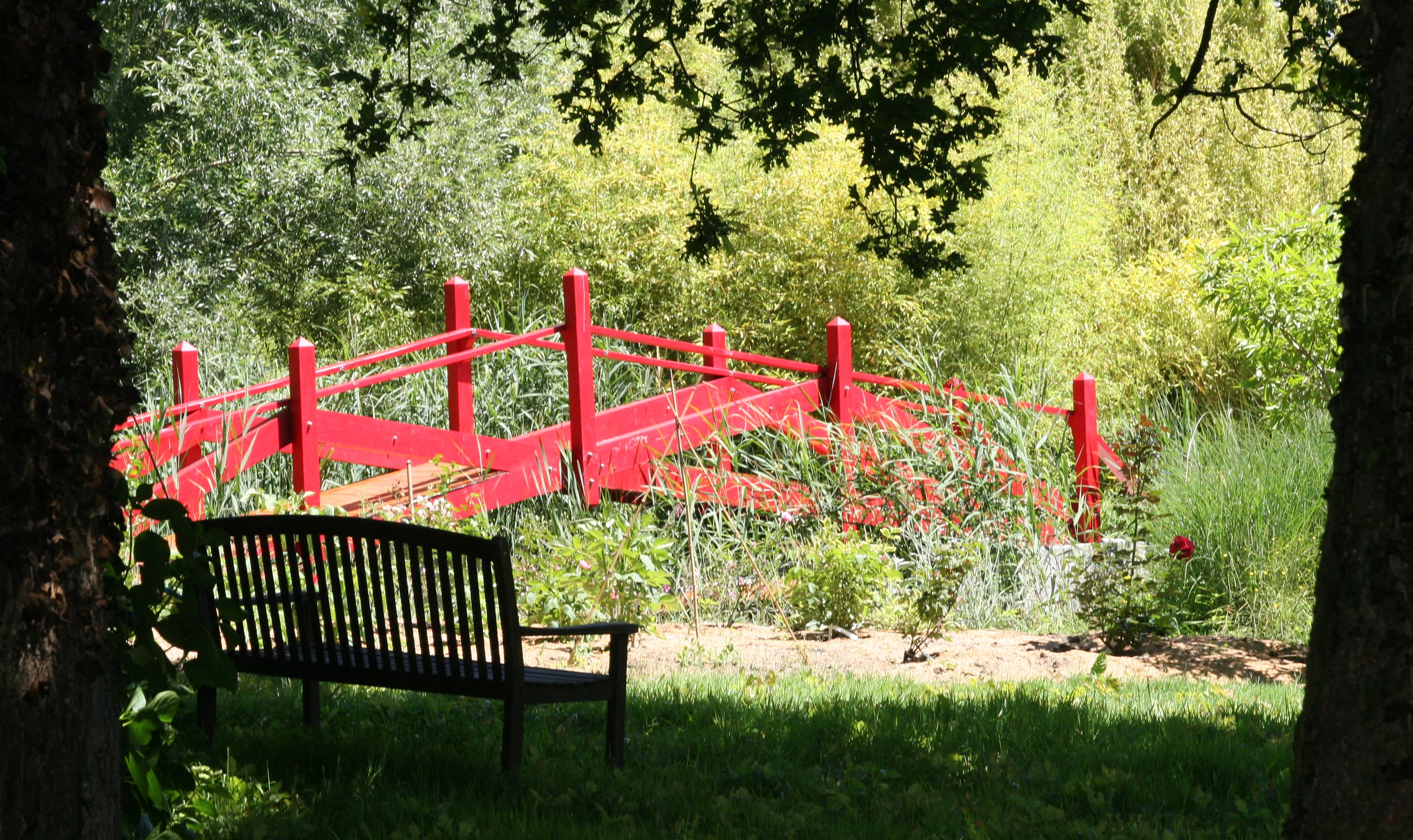
Avec son pont reconstitué.

Louis-Martin Berthault le transforma en 1812.
En 1830, le domaine est divisé pour une utilisation agricole et d'élevage et la ferme du moulin Joly est créée. 
L'arrivée du chemin de fer à Colombes en 1837 et la beauté des rives de la Seine attire des touristes et des peintres, dont Guy de Maupassant, Caillebotte, Monet qui y réalisent plusieurs peintures sur le petit bras entre les îles réunies et la rive. 
Lors de la crue de la Seine de 1910, les digues cèdent et provoquent l'inondation des quartiers bas de Colombes.

## Le nouveau parc

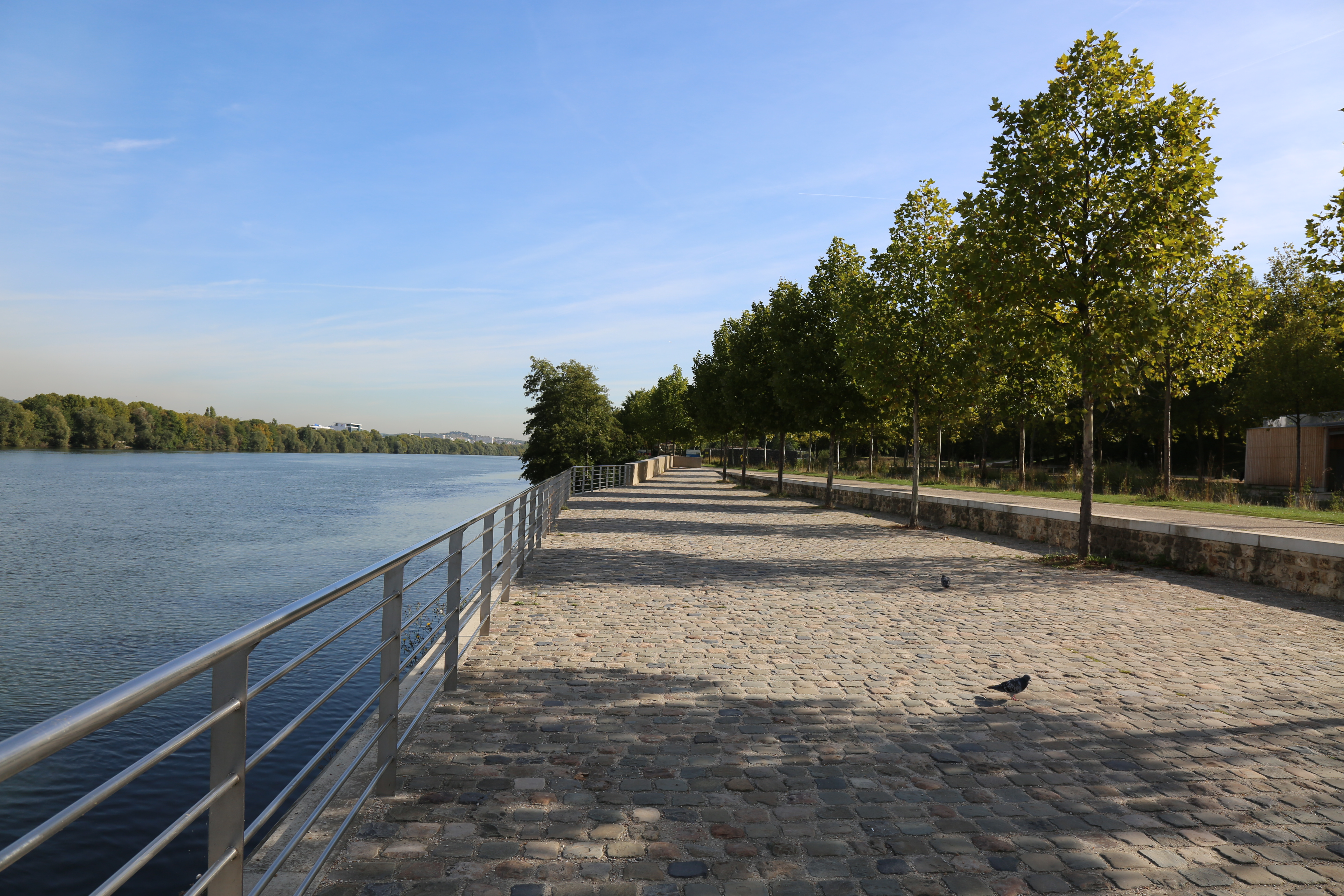
Parc Pierre-Lagravère.

En 1965, le bras de Seine est comblé pour ouvrir l'autoroute A86. Le parc est créé en 1973, avec cinq kilomètres d'allées sur une surface de 25 hectares.
Le parc fait partie de la Promenade bleue qui permet d'aller jusqu'à Rueil-Malmaison le long des berges de la Seine qui se prolongera dans le futur vers Gennevilliers.
Depuis 2004, le réaménagement des aires de jeux (Aire de jeux Sud), la promenade bleue et les accès depuis les infrastructures proches (Pont de Bezons, Pont Aqueduc) ont été confiés à l'Atelier de Paysages Bruel-Delmar, paysagistes à Paris